# Gerinces (Neamț megye)
Gerinces (Grințieș) település Romániában, Moldvában, Neamț megyében.

## Nevezetességek
A település temetőjében áll a falu 1793-ban épült műemlék fatemploma. A templom zsindelytetős, tornáca felett harangtoronnyal.
A fatemplom ikonosztázát a 18. század végén, 1794-ben Theodosius nevű festő festette. A templomépületben 1781-ből való vallási könyvek (liturgiák) is fennmaradtak.